# Нарусава
Нарусава (яп. 鳴沢村 Нарусава-мура) — село в Японии, находящееся в уезде Минамицуру префектуры Яманаси. Площадь села составляет 89,56 км², население — 2937 человек (1 августа 2014), плотность населения — 32,79 чел./км².

## Географическое положение
Село расположено на острове Хонсю в префектуре Яманаси региона Тюбу. С ним граничат города Фудзиёсида, Фудзиномия и посёлки Фудзикавагутико, Ояма.

## Население
Население села составляет 2937 человек (1 августа 2014), а плотность — 32,79 чел./км². Изменение численности населения с 1980 по 2005 годы:
| 1980 | 2249 чел. |  |
| 1985 | 2455 чел. |  |
| 1990 | 2650 чел. |  |
| 1995 | 2784 чел. |  |
| 2000 | 2864 чел. |  |
| 2005 | 2958 чел. |  |

## Символика
Деревом села считается тис остроконечный, цветком — подвид рододендрона Hymenanthes, птицей — зелёный фазан.